# Missouri Executive Order 44

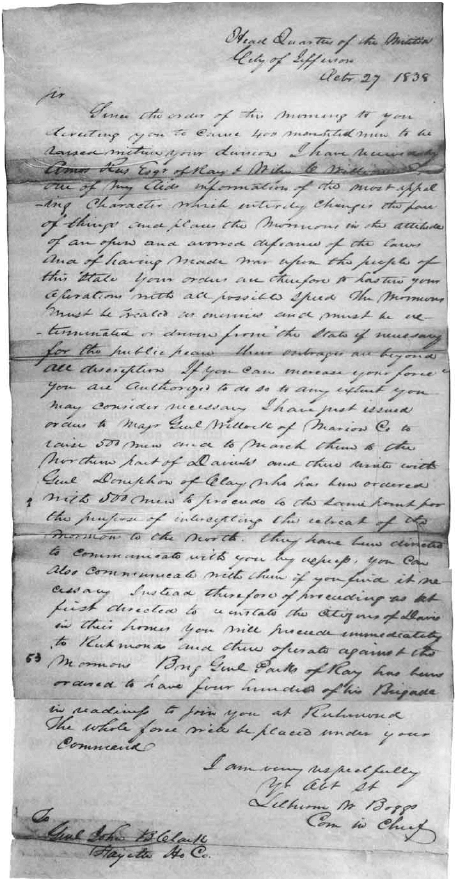
Immagine dell'ordine originale manoscritto

Il Missouri Executive Order 44,, noto anche come l'ordine di sterminio (in inglese extermination order) e come l'ordine di sterminamento (exterminating order) nella storia del mormonismo, fu un ordine esecutivo emanato il 27 ottobre 1838 dal governatore del Missouri Lilburn Boggs nel corso della presidenza di Martin Van Buren durante la guerra mormonica del 1838.
L'ordine era in risposta a ciò che Boggs definiva una "aperta e dichiarata sfida alle leggi, e aver portato la guerra sul popolo di questo Stato ... i Mormoni devono essere trattati come nemici, e devono essere sterminati o condotti fuori dallo Stato se necessario per la pace pubblica - i loro oltraggi sono oltre ogni descrizione". L'ordine fu revocato formalmente nel 1976.